# Sigànids
Els sigànids (Siganidae) són una família de peixos teleostis de l'ordre dels perciformes, subordre Acanthuroidei. Està representada per un únic gènere, Siganus.

## Distribució i hàbitat
Aquests peixos es troben en aigües poc profundes del Mediterrani oriental i dels oceans Índic i Pacífic.

## Taxonomia
Comprèn 28 espècies:
- Siganus argenteus – (Quoy i Gaimard, 1825)

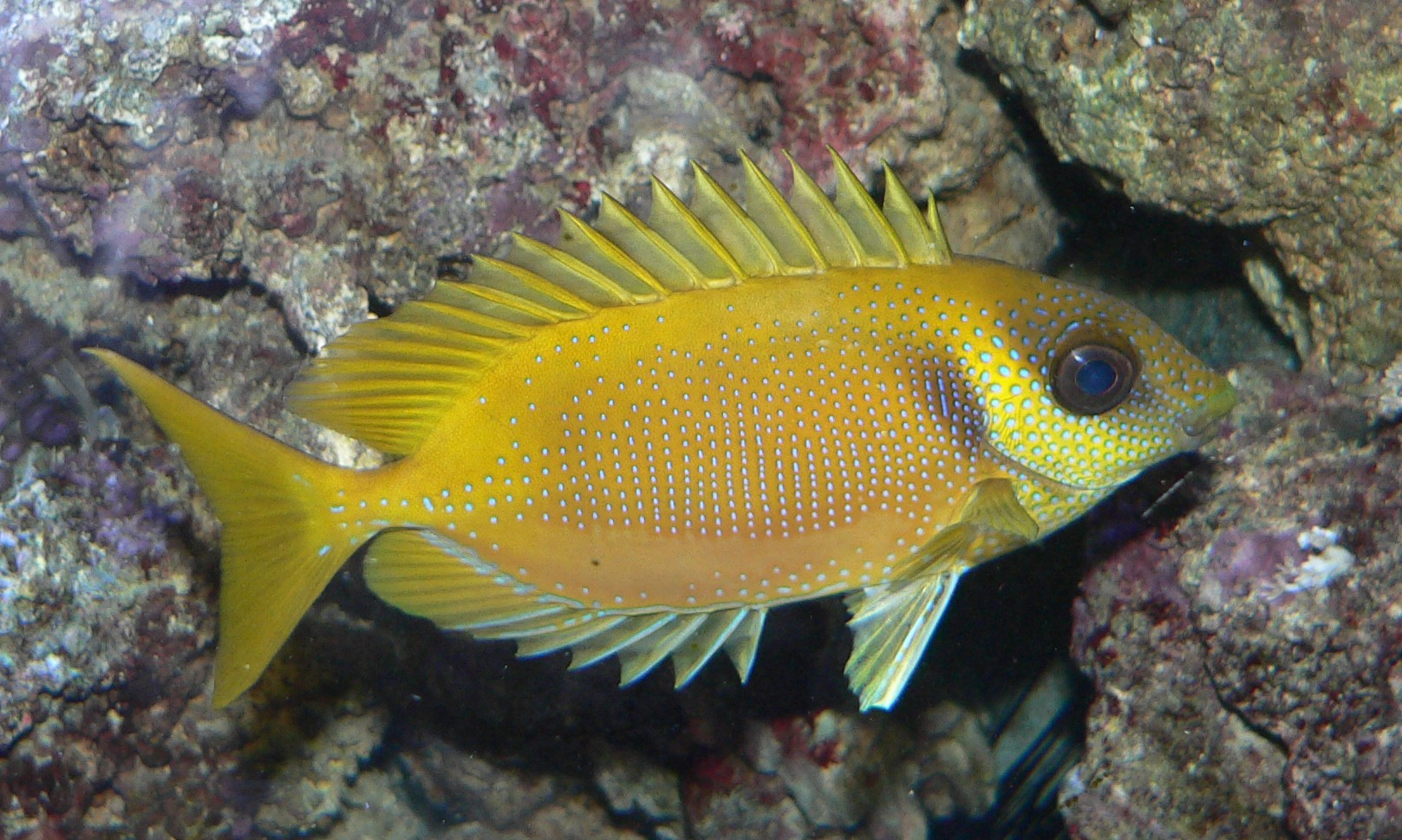
Siganus doliatus

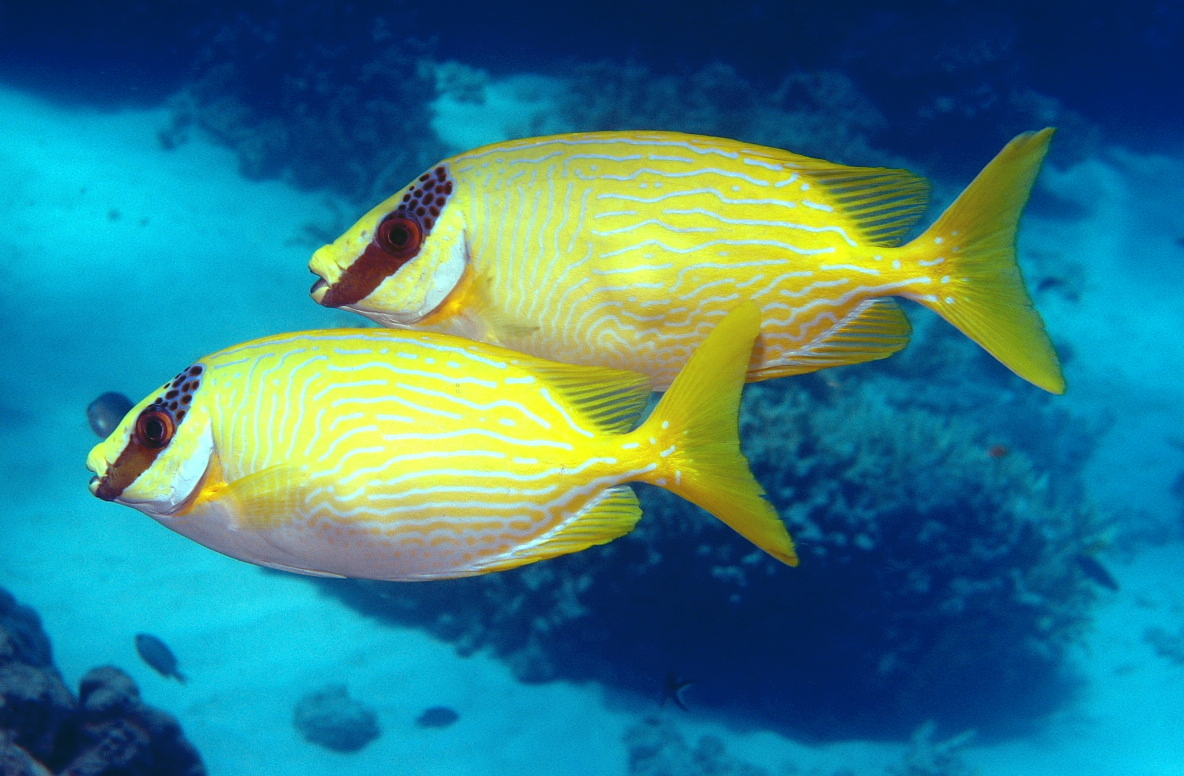
Siganus puellus

- Siganus canaliculatus – (Park, 1797) (podria pertànyer a S. fuscescens)
- Siganus corallinus – (Valenciennes, 1835) (probablement diverses espècies)
- Siganus doliatus – Guérin-Méneville, 1829
- Siganus fuscescens – (Houttuyn, 1782)
- Siganus guttatus – (Bloch, 1787)
- Siganus javus – (Linnaeus, 1766)
- Siganus labyrinthodes – (Bleeker, 1853)
- Siganus lineatus – (Valenciennes, 1835)
- Siganus luridus – (Rüppell, 1829)
- Siganus magnificus – (Burgess, 1977)
- Siganus niger – Woodland, 1990
- Siganus puelloides – Woodland & Randall, 1979
- Siganus puellus – (Schlegel, 1852)
- Siganus punctatissimus – Fowler & Bean, 1929
- Siganus punctatus – (Schneider i Forster, 1801)
- Siganus randalli – Woodland, 1990
- Siganus rivulatus – Forsskål, 1775
- Siganus spinus – (Linnaeus, 1758)
- Siganus stellatus – (Forsskål, 1775)
- Siganus sutor – (Valenciennes, 1835).
- Siganus trispilos – Woodland & Allen, 1977
- Siganus unimaculatus – (Evermann & Seale, 1907)
- Siganus uspi – Gawel & Woodland, 1974
- Siganus vermiculatus – (Valenciennes, 1835)
- Siganus virgatus – (Valenciennes, 1835)
- Siganus vulpinus – (Schlegel & Müller, 1845)
- Siganus woodlandi Randall & Kulbicki, 2005